# Hishimonus pronus
Hishimonus pronus är en insektsart som beskrevs av Knight 1970. Hishimonus pronus ingår i släktet Hishimonus och familjen dvärgstritar. Inga underarter finns listade i Catalogue of Life.